# カルピネート・ロマーノ
カルピネート・ロマーノ（伊: Carpineto Romano）は、イタリア共和国ラツィオ州ローマ県にある、人口約4,000人の基礎自治体（コムーネ）。
ローマ教皇レオ13世の出生地である。

## 地理

### 位置・広がり
ローマ県南東部のコムーネ。ローマの東南東約59kmに位置する。

#### 隣接コムーネ
隣接するコムーネは以下の通り。括弧内のLTはラティーナ県、FRはフロジノーネ県所属を示す。
- バッシアーノ (LT)
- ゴルガ
- マエンツァ (LT)
- モンテラーニコ
- ノルマ (LT)
- ロッカゴルガ (LT)
- セッツェ (LT)
- スピーノ (FR)

### 気候分類・地震分類
カルピネート・ロマーノにおけるイタリアの気候分類 (it) および度日は、zona D, 2063 GGである。
また、イタリアの地震リスク階級 (it) では、zona 3A (sismicità bassa) に分類される。

### 山岳部共同体
広域行政組織である山岳部共同体 XVIII Comunità dei Monti Lepini  (it) に属する。

## 人物

### 著名な出身者
- レオ13世 - 19-20世紀のローマ教皇